# Brunelliaceae

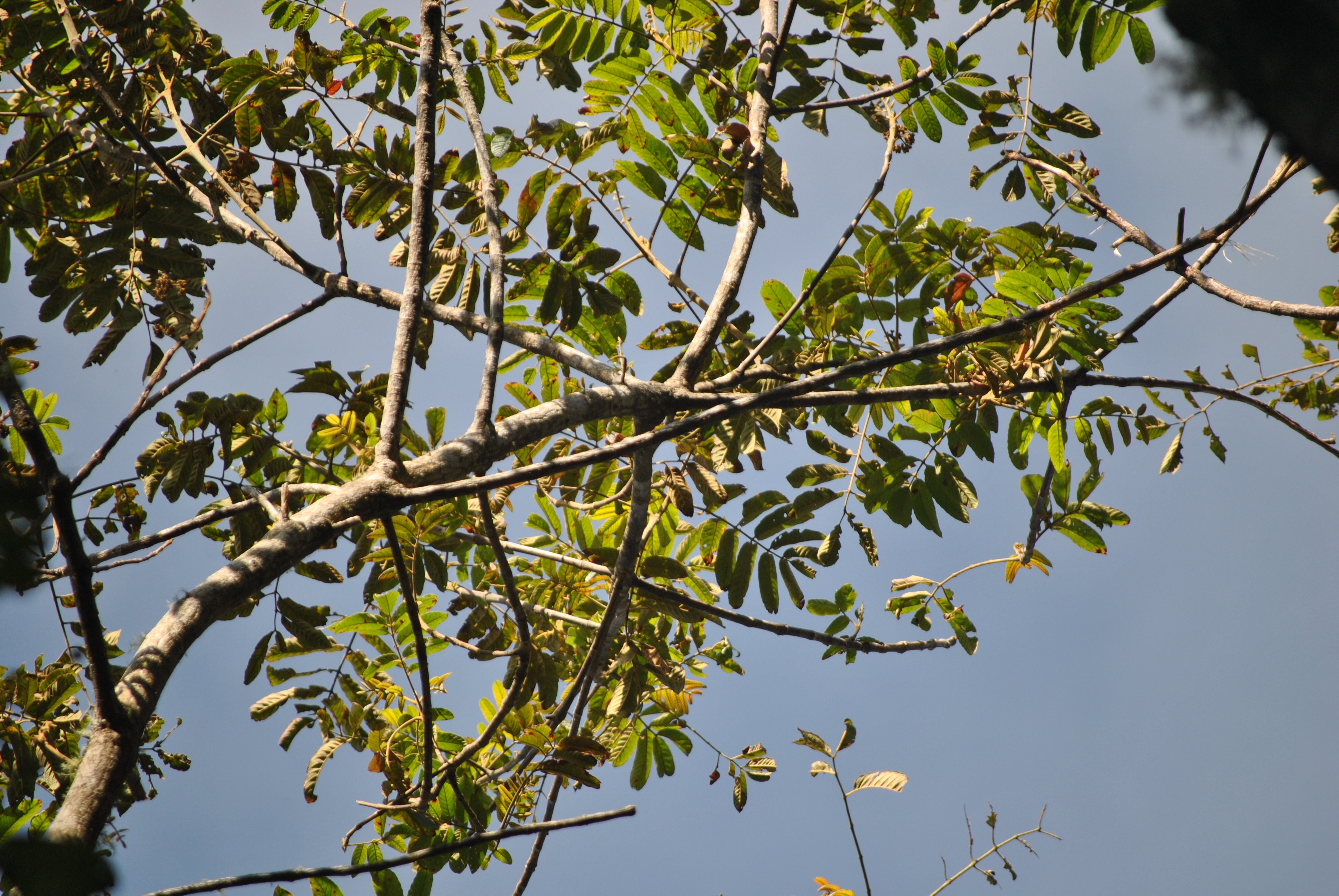
Brunellia comocladiifolia.

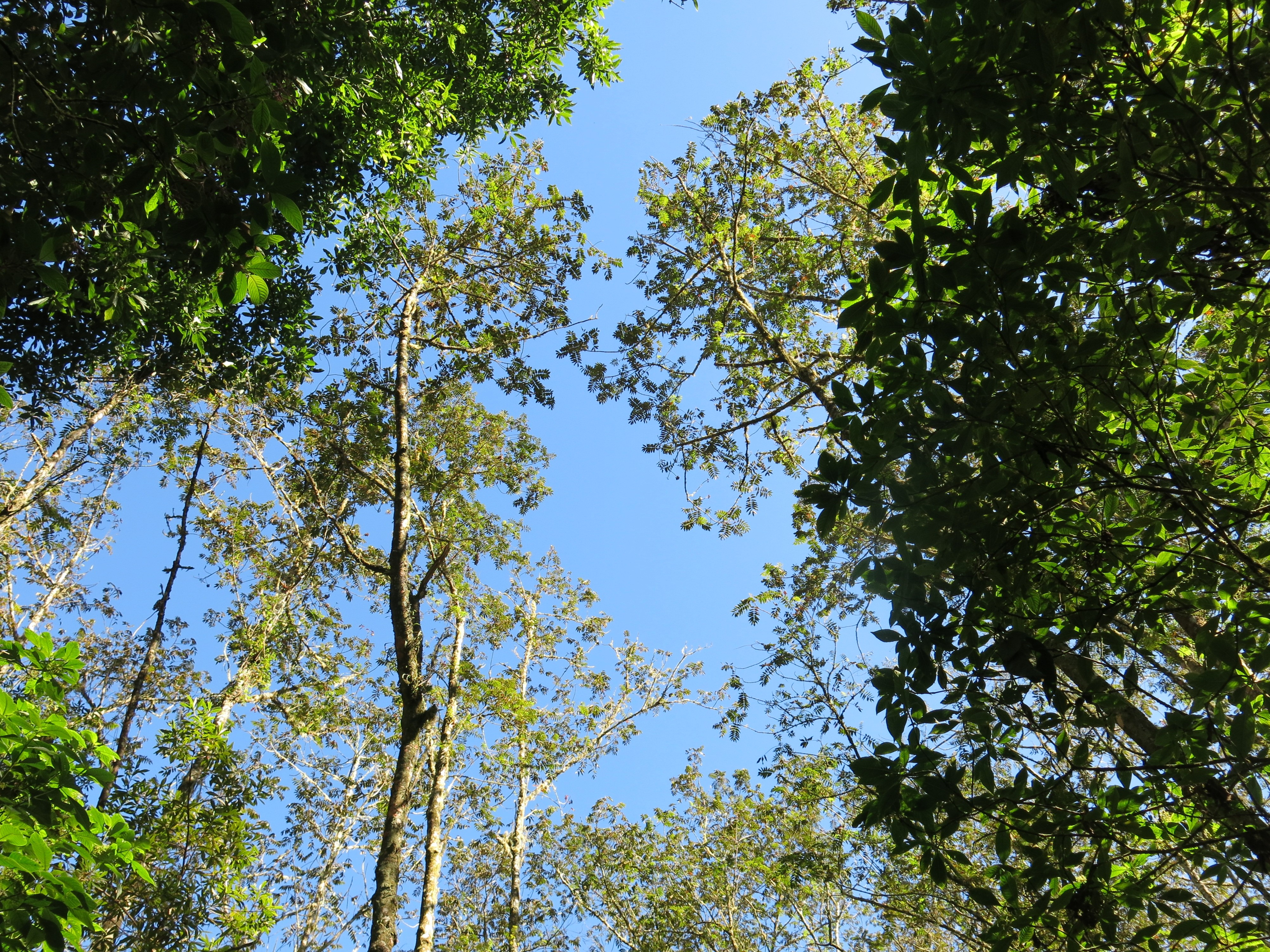
Brunellia comocladiifolia.

Brunelliaceae é uma família monotípica de plantas com flor, da ordem Oxalidales, cujo único género é Brunellia, um género que agrupa cerca de 54 espécies de árvores nativas das zonas montanhosas da América Central e do leste da América do Sul, desde o sul do México à Bolívia, e das Caraíbas. As espécimes desta família ocupam habitats que vão das matas de montanha às florestas pluviais, ocorrendo geralmente entre 600 e 3800 m de altitude.

## Descrição
A família Brunelliaceae é composta por árvoreses perenifólias de médio a grande porte, hermafroditas, dioicas ou ginodioicas, com os troncos e ramos maduros recobertos por um indumento ferrugíneo. As folhas apresentam estípulas (interpeciolares ou não) pouco desenvolvidas.

### Morfologia
São árvores sempre verdes geralmente de grande porte (megafanerófitos) de tronco aprumado e ritidoma ferrugíneo espesso. O hábito típico é de árvores esguias, com tronco longo e fraca ramificação, com a folhagem concentrada na parte superior da copa.
As folhas são de filotaxia oposta, raramente ternadas (três por nó), geralmente pecioladas e compostas pinadas (unifolioladas ou multifolioladas), ocasionalmente simples. Quando compostas, os folíolos apresentam margens serradas. Em geral apresentam estípulas e estipelas pequenas, sendo em muitos casos as estípulas do tipo interpeciolar. Lâmina foliar é geralmente de coloração verde-oliva e muitas vezes brilhantes adaxialmente, frequentemente coreáceas, amplamente oblongas, ovadas ou amplamente elípticas. Na parte abaxial da folha há quase sempre uma camada de tricomas que podem ser glandulosos.
As flores ocorrem em inflorescências em panículas cimosas ou dicásios axiais, axilares. As flores são geralmente unissexuais, actinomorfas, sem perianto diferenciado (pétalas ausentes). O número de sépalas varia de 4-8, sendo mais frequentes as flores pentâmeras (5 sépalas). O androceu é diplostémone, com o número de estames em dobro do número de sépalas, em geral em duas séries (raramente três). O gineceu é apocárpico com o ovário súpero, rodeado por um disco nectarífero, com 1-2 óvulos por carpelo, de placentação marginal. Os carpelos são ovóides, com um estilete alongado, persistente e terminal. O número de carpelos é igual ao número de sépalas.
Os frutos são foliculares, frequentemente em forma de estrela, recobertos por tricomas espessos. Cada fruto tem de uma a três sementes. As sementes 1–2 por carpelo, lustrosas e duras, usualmente persistentes nos funículos, de coloração castanha ou vermelha, geralmente com arilo. O tegumento externo da semente (a testa) apresenta uma camada esclerenquimatosa sub-epidérmica e o tégmen, o tegumento interno, apresenta uma camada celular paliçádica. O endosperma tem aspecto farinhoso e o endocarpo separa-se facilmente do resto do fruto.

### Distribuição
Brunellia, o único género da família Brunelliaceae , agrupa pelo menos 54 espécies de árvores com distribuição natural pelas regiões montanhosa do sul do México, América Central, Antilhas e noroeste da América do Sul. O principal centro de diversidade da espécie está nos Andes colombianos.

## Filogenia e sistemática
O género foi descrito por Hipólito Ruiz López e José Antonio Pavón y Jiménez e publicado em Florae Peruvianae, et Chilensis Prodromus 71. 1794. A espécie tipo é Brunellia inermis Ruiz & Pav. O grupo filogeneticamente mais próximo é a família Cephalotaceae Dum. com uma única espécie, Cephalotus follicularis, uma planta carnívora australiana.

### Filogenia
A posição da família Cunoniaceae no contexto da filogenia da ordem Oxalidales, conforme determinada pelo Angiosperm Phylogeny Group, é a seguinte:
|  | Connaraceae |
|  |             |
|  | Oxalidaceae |
|  |             |

|  | \| \| Brunelliaceae \| \| \| \| \| \| Cephalotaceae \| \| \| \| |
|  |                                                                 |
|  | Elaeocarpaceae                                                  |
|  |                                                                 |
|  | Brunelliaceae                                                   |
|  |                                                                 |
|  | Cephalotaceae                                                   |
|  |                                                                 |

|  | Brunelliaceae |
|  |               |
|  | Cephalotaceae |
|  |               |

|  | \| \| Brunelliaceae \| \| \| \| \| \| Cephalotaceae \| \| \| \| |
|  |                                                                 |
|  | Elaeocarpaceae                                                  |
|  |                                                                 |
|  | Brunelliaceae                                                   |
|  |                                                                 |
|  | Cephalotaceae                                                   |
|  |                                                                 |

|  | Brunelliaceae |
|  |               |
|  | Cephalotaceae |
|  |               |

|  | Connaraceae |
|  |             |
|  | Oxalidaceae |
|  |             |

|  | \| \| Brunelliaceae \| \| \| \| \| \| Cephalotaceae \| \| \| \| |
|  |                                                                 |
|  | Elaeocarpaceae                                                  |
|  |                                                                 |
|  | Brunelliaceae                                                   |
|  |                                                                 |
|  | Cephalotaceae                                                   |
|  |                                                                 |

|  | Brunelliaceae |
|  |               |
|  | Cephalotaceae |
|  |               |

|  | \| \| Brunelliaceae \| \| \| \| \| \| Cephalotaceae \| \| \| \| |
|  |                                                                 |
|  | Elaeocarpaceae                                                  |
|  |                                                                 |
|  | Brunelliaceae                                                   |
|  |                                                                 |
|  | Cephalotaceae                                                   |
|  |                                                                 |

|  | Brunelliaceae |
|  |               |
|  | Cephalotaceae |
|  |               |

|  | Connaraceae |
|  |             |
|  | Oxalidaceae |
|  |             |

|  | \| \| Brunelliaceae \| \| \| \| \| \| Cephalotaceae \| \| \| \| |
|  |                                                                 |
|  | Elaeocarpaceae                                                  |
|  |                                                                 |
|  | Brunelliaceae                                                   |
|  |                                                                 |
|  | Cephalotaceae                                                   |
|  |                                                                 |

|  | Brunelliaceae |
|  |               |
|  | Cephalotaceae |
|  |               |

|  | \| \| Brunelliaceae \| \| \| \| \| \| Cephalotaceae \| \| \| \| |
|  |                                                                 |
|  | Elaeocarpaceae                                                  |
|  |                                                                 |
|  | Brunelliaceae                                                   |
|  |                                                                 |
|  | Cephalotaceae                                                   |
|  |                                                                 |

|  | Brunelliaceae |
|  |               |
|  | Cephalotaceae |
|  |               |

|  | Connaraceae |
|  |             |
|  | Oxalidaceae |
|  |             |

|  | \| \| Brunelliaceae \| \| \| \| \| \| Cephalotaceae \| \| \| \| |
|  |                                                                 |
|  | Elaeocarpaceae                                                  |
|  |                                                                 |
|  | Brunelliaceae                                                   |
|  |                                                                 |
|  | Cephalotaceae                                                   |
|  |                                                                 |

|  | Brunelliaceae |
|  |               |
|  | Cephalotaceae |
|  |               |

|  | \| \| Brunelliaceae \| \| \| \| \| \| Cephalotaceae \| \| \| \| |
|  |                                                                 |
|  | Elaeocarpaceae                                                  |
|  |                                                                 |
|  | Brunelliaceae                                                   |
|  |                                                                 |
|  | Cephalotaceae                                                   |
|  |                                                                 |

|  | Brunelliaceae |
|  |               |
|  | Cephalotaceae |
|  |               |

|  | Connaraceae |
|  |             |
|  | Oxalidaceae |
|  |             |

|  | \| \| Brunelliaceae \| \| \| \| \| \| Cephalotaceae \| \| \| \| |
|  |                                                                 |
|  | Elaeocarpaceae                                                  |
|  |                                                                 |
|  | Brunelliaceae                                                   |
|  |                                                                 |
|  | Cephalotaceae                                                   |
|  |                                                                 |

|  | Brunelliaceae |
|  |               |
|  | Cephalotaceae |
|  |               |

|  | \| \| Brunelliaceae \| \| \| \| \| \| Cephalotaceae \| \| \| \| |
|  |                                                                 |
|  | Elaeocarpaceae                                                  |
|  |                                                                 |
|  | Brunelliaceae                                                   |
|  |                                                                 |
|  | Cephalotaceae                                                   |
|  |                                                                 |

|  | Brunelliaceae |
|  |               |
|  | Cephalotaceae |
|  |               |

|  | Connaraceae |
|  |             |
|  | Oxalidaceae |
|  |             |

|  | \| \| Brunelliaceae \| \| \| \| \| \| Cephalotaceae \| \| \| \| |
|  |                                                                 |
|  | Elaeocarpaceae                                                  |
|  |                                                                 |
|  | Brunelliaceae                                                   |
|  |                                                                 |
|  | Cephalotaceae                                                   |
|  |                                                                 |

|  | Brunelliaceae |
|  |               |
|  | Cephalotaceae |
|  |               |

|  | \| \| Brunelliaceae \| \| \| \| \| \| Cephalotaceae \| \| \| \| |
|  |                                                                 |
|  | Elaeocarpaceae                                                  |
|  |                                                                 |
|  | Brunelliaceae                                                   |
|  |                                                                 |
|  | Cephalotaceae                                                   |
|  |                                                                 |

|  | Brunelliaceae |
|  |               |
|  | Cephalotaceae |
|  |               |

|  | Connaraceae |
|  |             |
|  | Oxalidaceae |
|  |             |

|  | \| \| Brunelliaceae \| \| \| \| \| \| Cephalotaceae \| \| \| \| |
|  |                                                                 |
|  | Elaeocarpaceae                                                  |
|  |                                                                 |
|  | Brunelliaceae                                                   |
|  |                                                                 |
|  | Cephalotaceae                                                   |
|  |                                                                 |

|  | Brunelliaceae |
|  |               |
|  | Cephalotaceae |
|  |               |

|  | \| \| Brunelliaceae \| \| \| \| \| \| Cephalotaceae \| \| \| \| |
|  |                                                                 |
|  | Elaeocarpaceae                                                  |
|  |                                                                 |
|  | Brunelliaceae                                                   |
|  |                                                                 |
|  | Cephalotaceae                                                   |
|  |                                                                 |

|  | Brunelliaceae |
|  |               |
|  | Cephalotaceae |
|  |               |

|  | Connaraceae |
|  |             |
|  | Oxalidaceae |
|  |             |

|  | \| \| Brunelliaceae \| \| \| \| \| \| Cephalotaceae \| \| \| \| |
|  |                                                                 |
|  | Elaeocarpaceae                                                  |
|  |                                                                 |
|  | Brunelliaceae                                                   |
|  |                                                                 |
|  | Cephalotaceae                                                   |
|  |                                                                 |

|  | Brunelliaceae |
|  |               |
|  | Cephalotaceae |
|  |               |

|  | \| \| Brunelliaceae \| \| \| \| \| \| Cephalotaceae \| \| \| \| |
|  |                                                                 |
|  | Elaeocarpaceae                                                  |
|  |                                                                 |
|  | Brunelliaceae                                                   |
|  |                                                                 |
|  | Cephalotaceae                                                   |
|  |                                                                 |

|  | Brunelliaceae |
|  |               |
|  | Cephalotaceae |
|  |               |

Brunelliaceae é o grupo irmão da família monotípica Cephalotaceae, formando um clado que por sua vez é o grupo irmão das famílias Cunoniaceae e Elaeocarpaceae.

### Taxonomia
Brunelliaceae é uma família de plantas angiospermas eudicotiledóneas. É uma das sete famílias da ordem Oxalidales, inserida no grupo das fabídeas que, por sua vez, estão inseridas no grande clado das rosídeas.
O único género descrito, Brunellia, agrega 82 espécies, sendo que apenas 60 espécies são presentemente consideradas como validamente descritas. Segundo Orozco Pardo (2002) as espécies são inferidas por dados morfológicos.

### Espécies seleccionadas
O género Brunellia inclui as seguintes espécies:
- Brunellia acostae Cuatrec. - Panamá, Colômbia, Equador
- Brunellia acutangula Bonpl. - Venezuela, Colômbia
- Brunellia almaguerensis Cuatrec. - Colômbia
- Brunellia amayensis C.I.Orozco - Colômbia
- Brunellia antioquensis (Cuatrec.) Cuatrec. - Colômbia
- Brunellia Bolíviana Britton ex Rusby - Bolívia
- Brunellia boqueronensis Cuatrec. - Colômbia
- Brunellia briquetii Baehni - Peru
- Brunellia brunnea J.F.Macbr. - Cusco
- Brunellia cayambensis Cuatrec. - Colômbia, Equador
- Brunellia Colômbiana Cuatrec. - Colômbia
- Brunellia comocladifolia Bonpl. - Antilhas, Colômbia, Equador, Venezuela
- Brunellia coroicoana Cuatrec. - Bolívia
- Brunellia costaricensis Standl - Costa Rica, Panamá
- Brunellia cuatrecasana C.I.Orozco - Colômbia
- Brunellia cutervensis Cuatrec. - Peru
- Brunellia cuzcoensis Cuatrec. - Peru
- Brunellia dichapetaloides J.F.Macbr. - Peru
- Brunellia dulcis J.F.Macbr. - Peru
- Brunellia Equadoriensis Cuatrec. - Equador
- Brunellia elliptica Cuatrec. - Colômbia
- Brunellia espinalii Cuatrec. - Colômbia
- Brunellia farallonensis Cuatrec. - Colômbia
- Brunellia foreroi C.I.Orozco - Equador
- Brunellia glabra Cuatrec. - Colômbia
- Brunellia goudotii Tul. - Colômbia
- Brunellia hexasepala Loes. - Peru
- Brunellia hiltyana Cuatrec. - Colômbia
- Brunellia hygrothermica Cuatrec. - Colômbia
- Brunellia inermis Ruiz & Pav. - Peru
- Brunellia integrifolia Szyszyl. - Colômbia, Venezuela, Bolívia
- Brunellia latifolia Cuatrec. - Colômbia
- Brunellia littlei Cuatrec. - Colômbia, Equador
- Brunellia macrophylla Killip & Cuatrec. - Colômbia
- Brunellia mexicana Standl. - do centro do México à Nicarágua
- Brunellia morii Cuatrec. - Panamá
- Brunellia neblinensis Steyerm. & Cuatrec. - Amazonas (Venezuela)
- Brunellia occidentalis Cuatrec. - Colômbia
- Brunellia oliveri Britton - Bolívia
- Brunellia ovalifolia Bonpl. - Equador
- Brunellia pallida Cuatrec. - Colômbia
- Brunellia pauciflora Cuatrec. & C.I.Orozco - Carchi
- Brunellia penderiscana Cuatrec. - Colômbia
- Brunellia pitayensis Cuatrec. - Colômbia
- Brunellia propinqua Kunth - Colômbia
- Brunellia putumayensis Cuatrec. - Colômbia
- Brunellia racemifera Tul. - Colômbia
- Brunellia rhoides Rusby - Bolívia
- Brunellia rufa Killip & Cuatrec. - Colômbia
- Brunellia sibundoya Cuatrec. - Colômbia, Equador
- Brunellia standleyana Cuatrec. - Costa Rica, Panamá, Colômbia
- Brunellia stenoptera Diels - Equador
- Brunellia stuebelii Hieron. - Colômbia
- Brunellia subsessilis Killip & Cuatrec. - Colômbia
- Brunellia tomentosa Bonpl. - Colômbia, Equador
- Brunellia trianae Cuatrec. - Colômbia
- Brunellia trigyna Cuatrec. - Colômbia, Venezuela
- Brunellia velutina Cuatrec. - Colômbia
- Brunellia weberbaueri Loes. - Peru
- Brunellia zamorensis Steyerm -  Equador

### Autoridade taxonómica e distribuição das espécies
No género Brunellia, e por consequência na família Brunelliaceae, existem cerca de 55 a 64 espécies. A lista que se segue é obtida do World Checklist of Selected Plant Families do Royal Botanic Gardens in Kew:
- Brunellia acostae Cuatrec., Phytologia 4: 484 (1954): do Panamá ao Equador.[13]
- Brunellia acutangula Bonpl. in F.W.H.A.von Humboldt & A.J.A.Bonpland, Pl. Aequinoct. 1: 216 (1808) (sin.: Brunellia espinalii Cuatrec.): do leste da Colômbia ao oeste da Venezuela.[13]
- Brunellia amayensis C.I.Orozco, Caldasia 15(71-75): 177 (1986): Colômbia.[13]
- Brunellia boliviana Britton ex Rusby, Mem. Torrey Bot. Club 3(3): 13 (1893): Bolívia.[13] Com as variedades:
  - Brunellia boliviana var. boliviana.
  - Brunellia boliviana var. brittonii (Rusby) Cuatrec., Fl. Neotrop. Monogr. 2(Suppl.): 79 (1985).
- Brunellia boqueronensis Cuatrec., Fl. Neotrop. Monogr. 2: 174 (1970): Colômbia.[13]
- Brunellia briquetii Baehni, Candollea 7: 361 (1938): norte do Peru.[13]
- Brunellia brunnea J.F.Macbr., Candollea 5: 361 (1934): Peru.[13]
- Brunellia cayambensis Cuatrec., Fl. Neotrop. Monogr. 2: 115 (1970): do sul da Colômbia ao norte do Equador.[13]
- Brunellia comocladiifolia Bonpl. in F.W.H.A.von Humboldt & A.J.A.Bonpland, Pl. Aequinoct. 1: 211 (1808). Com as subespécies:
  - Brunellia comocladiifolia subsp. boyacensis Cuatrec., Fl. Neotrop. Monogr. 2: 67 (1970): Colômbia.[13]
  - Brunellia comocladiifolia subsp. comocladiifolia: do sul da Colômbia ao norte do Equador.[13]
  - Brunellia comocladiifolia subsp. cubensis Cuatrec., Fl. Neotrop. Monogr. 2: 77 (1970): leste de Cuba.[13]
  - Brunellia comocladiifolia subsp. cundinamarcensis Cuatrec., Fl. Neotrop. Monogr. 2: 68 (1970): Colômbia.[13]
  - Brunellia comocladiifolia subsp. domingensis Cuatrec., Fl. Neotrop. Monogr. 2: 74 (1970): da Hispaniola ao Puerto Rico.[13]
  - Brunellia comocladiifolia subsp. funckiana (Tul.) Cuatrec., Fl. Neotrop. Monogr. 2: 69 (1979): Venezuela.[13]
  - Brunellia comocladiifolia subsp. guadalupensis Cuatrec., Fl. Neotrop. Monogr. 2: 76 (1970): Guadeloupe.[13]
  - Brunellia comocladiifolia subsp. jamaicensis Cuatrec., Fl. Neotrop. Monogr. 2: 72 (1970): Jamaica.[13]
  - Brunellia comocladiifolia subsp. josephensis Cuatrec., Fl. Neotrop. Monogr. 2: 72 (1970): Costa Rica.[13]
  - Brunellia comocladiifolia subsp. ptariana (Steyerm.) Cuatrec., Fl. Neotrop. Monogr. 2: 70 (1970): sul da Venezuela.[13]
- Brunellia costaricensis Standl., J. Wash. Acad. Sci. 17: 165 (1927): da Costa Rica ao Panamá.[13]
- Brunellia cutervensis Cuatrec., Fl. Neotrop. Monogr. 2(Suppl.): 64 (1985): Peru.[13]
- Brunellia cuzcoensis Cuatrec., Fl. Neotrop. Monogr. 2: 143 (1970): Peru.[13]
- Brunellia dichapetaloides J.F.Macbr., Candollea 5: 361 (1934): Peru.[13]
- Brunellia dulcis J.F.Macbr., Candollea 5: 362 (1934) (sin.: Brunellia cuatrecasana C.I.Orozco): oeste da Colômbia, Peru.[13]
- Brunellia Equadoriensis Cuatrec., Fieldiana, Bot. 27: 77 (1951): Equador.[13]
- Brunellia elliptica Cuatrec., Revista Acad. Colomb. Ci. Exact. 5: 35 (1942): Nordöstliches Colômbia.[13]
- Brunellia ephemeropetala C.I.Orozco & Á.J.Pérez, Phytotaxa 311(3): 266 (2017): Equador.[13]
- Brunellia farallonensis Cuatrec., Fl. Neotrop. Monogr. 2: 169 (1970): oeste da Colômbia.[13]
- Brunellia foreroi C.I.Orozco, Mutisia 50: 4 (1981): do oeste da Colômbia ao Equador.[13]
- Brunellia glabra Cuatrec., Phytologia 4: 485 (1954): Westliches Colômbia.[13]
- Brunellia goudotii Tul., Ann. Sc. Nat., Bot., III, 7: 270 (1847): Colômbia.[13]
- Brunellia hexasepala Loes., Bot. Jahrb. Syst. 37: 531 (1906): Peru.[13]
- Brunellia hygrothermica Cuatrec., Fieldiana, Bot. 27: 76 (1951): do oeste da Colômbia ao Equador.[13]
- Brunellia inermis Ruiz & Pav., Fl. Peruv. Prodr. 4: 71 (1794): Equador e Peru.[13]
- Brunellia integrifolia Szyszyl., Rozpr. Akad. Umiejetn., Wydz. Mat.-Przyr. 27: 141 (1894). Com duas subespécies:
  - Brunellia integrifolia subsp. integrifolia: Colômbia e Venezuela.[13]
  - Brunellia integrifolia subsp. mollis (Cuatrec.) Cuatrec., Fl. Neotrop. Monogr. 2: 122 (1970): Colômbia.[13]
- Brunellia latifolia Cuatrec., Caldasia 3: 427 (1945): Colômbia.[13]
- Brunellia littlei Cuatrec., Phytologia 4: 482 (1954). Com duas subespécies:
  - Brunellia littlei subsp. caucana Cuatrec., Fl. Neotrop. Monogr. 2(Suppl.): 74 (1985): Colômbia (Valle del Cauca)[13]
  - Brunellia littlei subsp. littlei: da Colômbia ao Equador, oeste da Bolívia.[13]
- Brunellia macrophylla Killip & Cuatrec., Revista Acad. Colomb. Ci. Exact. 5: 36 (1942) (sin.: Brunellia almaguerensis Cuatrec.): leste da Colômbia.[13]
- Brunellia mexicana Standl., J. Wash. Acad. Sci. 17: 166 (1927): do centro do México à Nicarágua.[13]
- Brunellia morii Cuatrec., Fl. Neotrop. Monogr. 2(Suppl.): 59 (1985): Panamá.[13]
- Brunellia neblinensis Steyerm. & Cuatrec., Ann. Missouri Bot. Gard. 74: 635 (1987): Venezuela.[13]
- Brunellia occidentalis Cuatrec., Caldasia 3: 427 (1945): Colômbia.[13]
- Brunellia oliveri Britton, Bull. Torrey Bot. Club 16: 160 (1889): Bolívia.[13]
- Brunellia ovalifolia Bonpl. in F.W.H.A.von Humboldt & A.J.A.Bonpland, Pl. Aequinoct. 1: 216 (1808): do Equador ao Peru.[13]
- Brunellia pallida Cuatrec., Revista Acad. Colomb. Ci. Exact. 4: 342 (1941): sul da Colômbia.[13]
- Brunellia pauciflora Cuatrec. & C.I.Orozco, Caldasia 16(79): 453 (1991 publ. 1992): Equador.[13]
- Brunellia penderiscana Cuatrec., Fl. Neotrop. Monogr. 2: 154 (1970): Colômbia.[13]
- Brunellia pitayensis Cuatrec., Fl. Neotrop. Monogr. 2(Suppl.): 89 (1985): Colômbia.[13]
- Brunellia propinqua Kunth in F.W.H.A.von Humboldt, A.J.A.Bonpland & C.S.Kunth, Nov. Gen. Sp. 7: 45 (1824) (sin.: Brunellia colombiana Cuatrec.): Colômbia.[13]
- Brunellia putumayensis Cuatrec., Revista Acad. Colomb. Ci. Exact. 4: 342 (1941): sul da Colômbia.[13]
- Brunellia racemifera Tul., Ann. Sc. Nat., Bot., III, 7: 269 (1847): Colômbia.[13]
- Brunellia rhoides Rusby, Bull. New York Bot. Gard. 4: 310 (1907): Bolívia.[13]
- Brunellia rufa Killip & Cuatrec., Revista Acad. Colomb. Ci. Exact. 4: 341 (1941): leste da Colômbia.[13]
- Brunellia sibundoya Cuatrec., Revista Acad. Colomb. Ci. Exact. 5: 35 (1942) (sin.: Brunellia antioquensis (Cuatrec.) Cuatrec., Brunellia coroicoana Cuatrec., Brunellia sibundoya subsp. sebastopola Cuatrec.): da Colômbia ao oeste da Bolívia.[13]
- Brunellia standleyana Cuatrec., Fl. Neotrop. Monogr. 2: 108 (1970): da Costa Rica à Colômbia.[13]
- Brunellia stenoptera Diels, Notizbl. Bot. Gart. Berlin-Dahlem 15: 45 (1940): Equador und Peru.[13]
- Brunellia stuebelii Hieron., Bot. Jahrb. Syst. 21: 317 (1895): Colômbia.[13]
- Brunellia subsessilis Killip & Cuatrec., Phytologia 4: 483 (1954): Colômbia.[13]
- Brunellia susaconensis (Cuatrec.) C.I.Orozco, Phytoneuron 2015-22: 2 (2015) (sin.: Brunellia propinqua subsp. susaconensis Cuatrec.): Colômbia.[13]
- Brunellia tomentosa Bonpl. in F.W.H.A.von Humboldt & A.J.A.Bonpland, Pl. Aequinoct. 1: 214 (1808): do sudoeste da Colômbia ao Equador.[13]
- Brunellia trianae Cuatrec., Caldasia 3: 429 (1945): Colômbia.[13]
- Brunellia trigyna Cuatrec., Revista Acad. Colomb. Ci. Exact. 5: 34 (1942): leste da Colômbia até ao noroeste da Venezuela.[13]
- Brunellia velutina Cuatrec., Fieldiana, Bot. 27: 75 (1951) (sin.: Brunellia hiltyana Cuatrec.): Westliches Colômbia.[13]
- Brunellia weberbaueri Loes., Bot. Jahrb. Syst. 37: 532 (1906): Peru.[13]
- Brunellia zamorensis Steyerm., Phytologia 9: 344 (1963): Equador.[13]

## Ocorrência no Brasil
A única espécie que tem distribuição natural no Brasil (Brunellia neblinensis) ocorre no estado do Amazonas, norte do Brasil.